# Шульга Михайло Сидорович
Шульга Михайло Сидорович (1897, смт. Гостомель — р.см. невід.) — український радянський вчений-біолог. Професор, доктор біологічних наук.
Початкову освіту одержав у двокласній земській школі Гостомеля. У 1926 р. закінчив Київський інститут народної освіти. Кандидат біологічних наук.
Впродовж 1939—1944 рр. працював на посаді доцента кафедри гістології Київського медичного інституту ім. О. Богомольця.
У 1944 р. був направлений у м. Чернівці для організації роботи новоствореного Чернівецького державного медичного інституту. Працював заступником директора з навчальної і наукової роботи і завідувачем кафедри гістології, цитології та ембріології. За час роботи в Чернівцях опублікував 5 наукових праць, у тому числі методичні вказівки для студентів з гістології та ембріології.
Наприкінці 1945 р. М.С.Шульга повернувся до Київського інституту ім. О. Богомольця для завершення докторської дисертації.